# L'Express

Logo

L'Express is een Frans tijdschrift dat voor het eerst in 1953 verscheen. Het is een nieuwsmagazine dat wekelijks verschijnt.

## Geschiedenis
Het tijdschrift werd opgericht door Françoise Giroud en Jean-Jacques Servan-Schreiber en was het eerste echte Franse nieuwsmagazine. Het voer een links-liberale koers en was anti-gaullistisch. Er ontstond controverse toen bleek dat Jean-Jacques Servan-Schreiber het blad gebruikte als instrument voor zijn eigen politieke carrière en hiervoor zelfs financiële middelen van het blad voor aanwendde.
Tussen 2006 en 2014 maakte het blad deel uit van de Roularta Media Group.

## Bekende journalisten
- Raymond Aron
- Albert Camus
- André Malraux
- Pierre Mendès France
- François Mitterrand
- Catherine Nay
- Jean-François Revel
- Jean-Paul Sartre